# Забележителности на Прага

## Стар град
Старе место или Старият град (на чешки: Staré Město) е името на част от централния район на Прага, Чехия. Това е и мястото на първите заселници на града. Едва през 14 век император Карл IV разширява района, построявайки около него „Нов“ град. Двете части са разделени от улица „На Пржикопе“.
Интересни забележителности на Стария град са Староместкият площад с астрономическия часовник, църквата на Дева Мария пред Тин и Карловия мост. Характерни са и тесните улици, от които най-известна е Карловата улица, започваща от площада на кметството с часовника и извеждаща до Карловия мост.

### Староместки площад
Староместкият площад (на чешки: Staroměstské náměstí) е централното място на Стария град. Разположен между Вацлавска и Карловия мост, площадът е непрекъснато оживен от туристи, особено през летния сезон. Около площада се намират две църкви – Дева Мария пред Тин (построена в готически стил) и бароковата Свети Николай. На площада е разположено старото кметство на града, известно с кулата с астрономическия часовник.
В центъра на площада се намира паметникът на Ян Хус – църковният реформатор, изгорен на клада заради идеите си. Паметникът е построен през 1915 г., за да отбележи 5 века от неговата смърт.

### Църква на Дева Мария пред Тин
Дева Мария пред Тин (на чешки: Chrám Panny Marie před Týnem) или само Тин на Староместенския прощад е една от забележителностите на Стария град на Прага и главната църква за тази част на града от 14 век насам. Завършена е в средата на 15 век и е в готически стил.

### Карлов мост
Карлов мост (на чешки: Karlův most) е исторически комплекс от мост и крепостни кули, свързващ частите на Прага разположени от двете страни на река Вълтава (Мулдава). Строежът на Пражкия мост (както е наричан в началото) започва през 1357 г. под покровителството на Карл IV и завършва в началото на 15 век. Мостът свързва директно Стария град и замъка Храдчани. Той става известен като Карлов мост след 1870 г.
Мостът е дълъг 516 и широк 10 м. „Охраняван“ е с две кули от страната на Мала страна (района под замъка) и с една откъм Стария град. Кулата от страната на Стария град често е определяна като една от най-удивителните секуларни (светски) готически постройки. По протежението на моста има повече от 30 скулптури на светци, повечето издигнати в бароков стил в началото на 18 век, като най-старата скулптура е кръст от 14 век, следвана от тази на св. Йоан Непомук от 16 век, а най-новата на Св. св. Кирил и Методий е от времето на президента Томаш Масарик.
Монументът на славянските просветители и християнски покровители на Европа св. св. Кирил и Методий (sv Cyril a Metodej) заменя в 1928 г. съборената от придошлата през 1890 г. река Вълтава статуя на Игнацио Лойола. 
Слизайки от Храдчани на северния парапет на Карлов мост петата скулптурна група, която гледа с лице към идващото течение на Вълтава, или втора след разпятието, между белокаменната Св. Ана и тъмнокаменния Св. Йоан Кръстител е тази на Солунските братя и славяните.

## Главата на Кафка
Главата на Франц Кафка е инсталирана през 2014-та година и е от модерните забележителности на града днес.

## Храдчани
(Pražský hrad, Hradčany)
Храдчани в Прага е крепостен дворцов ансамбъл на хълма над река Вълтава. От 10 век е резиденция на чешките владетели. От 1918 г. е резиденция на президента на републиката.

### Готическа катедрала св. Вит
Катедралата „Св. Вит“ (Katedrála Sv. Víta) в Храдчани е най-забележителният храм в Чехия и една от най-големите и най-значимите готически катедрали в света. Строежът е започнат през 14 век от Матияс от Ара и Петър Парлерж и завършва в края на 19 век. Забележителни са стъклописите шедьоври на Алфонс Муха със сцени от живота на св. св. Кирил и Методий и малкия бъдещ крал Св. Вацлав с майка му Св. Людмила, изписани в центъра на витража. Катедралата е акцент в силуета на Прага и като корона увенчава чешката столица.

## Православна катедрала „Св. св. Кирил и Методий“
Православната катедрала в Прага „Св. св. Кирил и Методий“ (Pravoslavny katedralni chram sv. Cyrila a Metodeje) е една от забележителните исторически църкви на чешката столица. Тя се намира на ул. „Реслова“. Това е барокова катедрала, построена над стара църква, спомената през 1019 г. Мястото ѝ се свързва със св. Методий, който според преданието в 884 г. идвайки тук от Велеград проповядвал, молил се и покръстил в православието владетеля на Чехия Боривой, познат и като Боржива, и жена му Людмила. По-късно на място на старата църквата е изигната новата „Св. св. Петър и Павел“, разрушена през Хусистките войни през 1420 – 1434 г. През 1730 – 1740 г. е построена натоящата катедрала започната от Павел Байер, а след 1733 г. завършена от Кристиян Шпанбрукер и Килиян Дезенхофер като католически храм св. Карло Бороморо Милански, но през 1783 г. църквата е затворена от австрийския император Йозеф II и е превърната в казарми и складове.
Когато през 1921 г. чешкият епископ Горазд възражда чешката провославна църква възстанавявайки средновековната традиция на основаната от българите православна епископия на Прага, катедралата е в много лошо състояние, но след като вярващите я получават през 1933 г. тя е напълно обновена и реконструирана от епископ Горазд и чешките православни с помощта и на подкарпатския епископ Дамаскин, руския Сергий и сръбския Доситей и отваря врати през 1935 г. Катедралата е свързана с важно историческо събитие от Втората световна война. Тук през 1942 г. намират убежище и водят последен бой с немските окупатори бойците от чешката съпротива ликвидирали немския губернатор на Чехия обергрупенфюрер Райнхард Хайдрих. Нито един от тях не се предава и всички загиват за свободата на родината си. Епископ Горазд е арестуван от Гестапо и разстрелян, а катедралата е затворена и отнета от православните. Това е времето на т.нар. „Хайдрих терор“ когато стотици пражани са арестувани, инквизирани, убивани и пращани в концлагери. На 13 май 1945 г. Православна катедрала на Прага „Св. св. Кирил и Методий“ отново отваря врати. Тя е върната на правословните пражани, които почитат паметта на епископ Горазд и поставят паметник на загиналите патриоти. Събитията от 1942 г. са добре познати и на запад заради подкрепата оказвана от Великобритания на чехите. На тяхна основа са създадени книги и филми, станали широко известни.

## Католическа църква „Св. св. Кирил и Методий“
Църквата „Св. св. Кирил и Методий“ е построена в пражкия квартал Карлин в неоромански стил от 1854 до 1863 г. от архитектите Карл Рьоснер (Karl Rösner) и Войтех Игнац Улман (Vojtěch Ignác Ullmann). Това е най-значимата църква в тази част на Прага. Забележителни са каменните релефи, живописните интериорни декорации по стените и подовите мозайки.